# カナダグース
カナダグース（Canada Goose Inc.）は、防寒用高級アパレルを製造するカナダの企業。カナダ製のダウンジャケットで有名である。

## 歴史

### 初期（1957-1980）
1957年、ポーランド系移民のサム・ティックは他の会社で裁断師として働いた後、Metro Sportswear Ltd.の名の下で創業した。